# Quận Jasper, South Carolina
Jasper County là một quận trong tiểu bang South Carolina. Theo điều tra dân số năm 2000, quận có dân số 20.678 người. Quận lỵ đóng ở Ridgeland.6

## Địa lý
Theo Cục điều tra dân số Hoa Kỳ, quận có tổng diện tích 700 dặm Anh vuông (1.812 km²), trong đó, 656 dặm Anh vuông (1.699 km²) là diện tích đất và 44 dặm Anh vuông (113 km²) trong tổng diện tích (6.24%) là diện tích mặt nước.

### Các quận giáp ranh
- Quận Hampton, South Carolina - Bắc
- Quận Beaufort, South Carolina - Đông
- Quận Chatham, Georgia - Nam
- Quận Effingham, Georgia - Tây

### Các khu bảo tồn quốc gia
- Savannah National Wildlife Refuge (một phần)
- Tybee National Wildlife Refuge

## Thông tin nhân khẩu
Theo cuộc điều tra dân số2 tiến hành năm 2000, quận này có dân số 20.678 người, 7.042 hộ, và 5.091 gia đình sinh sống trong quận này. Mật độ dân số là 32 người trên mỗi dặm Anh vuông (12/km²). Đã có 7.928 đơn vị nhà ở với một mật độ bình quân là 12 trên mỗi dặm Anh vuông (5/km²).  Cơ cấu chủng tộc của dân cư sinh sống tại quận này gồm 42,39% người da trắng, 52,69% người da đen hoặc người Mỹ gốc Phi, 0.37% người thổ dân châu Mỹ, 0.44% người gốc châu Á, 0.05% người các đảo Thái Bình Dương, 3.39% từ các chủng tộc khác, và 0.67% từ hai hay nhiều chủng tộc.  5.75% dân số là người Hispanic hoặc người Latin thuộc bất cứ chủng tộc nào.
Có 7,042 hộ trong đó có 34.5% có con cái dưới tuổi 18 sống chung với họ, 48.1% là những cặp kết hôn sinh sống với nhau, 18.2% có một chủ hộ là nữ không có chồng sống cùng, và 27.7% là không gia đình. 23.2% trong tất cả các hộ gồm các cá nhân và 8.8% có người sinh sống một mình và có độ tuổi 65 tuổi hay già hơn.  Quy mô trung bình của hộ là 2.75 còn quy mô trung bình của gia đình là 3.22.
Cơ cấu độ tuổi dân cư quận này như sau 26.8% dưới độ tuổi 18, 10.3% từ 18 đến 24, 30.7% từ 25 đến 44, 21.2% từ 45 đến 64, và 11.0% người có độ tuổi 65 tuổi hay già hơn.  Độ tuổi trung bình là 34 tuổi. Cứ mỗi 100 nữ giới thì có 111.0 nam giới. Cứ mỗi 100 nữ giới có độ tuổi 18 và lớn hơn thì, có 111.3 nam giới.
Thu nhập bình quân của một hộ ở quận này là $30,727, và thu nhập bình quân của một gia đình ở quận này là $36,793. Nam giới có thu nhập bình quân $29,407 so với mức thu nhập $21,055 đối với nữ giới. Thu nhập bình quân đầu người của quận là $14,161. Khoảng 15.4% gia đình và 20.7% dân số sống dưới ngưỡng nghèo, bao gồm 26.3% những người có độ tuổi 18 và 21.4% là những người 65 tuổi hoặc già hơn.

## Các thành phố và thị trấn
Hợp nhất
- Hardeeville (City)
- Ridgeland (Town, County Seat)

Không hợp nhất
- Coosawhatchie
- Gillisonville
- Grahamville
- Grays
- Levy
- Okatie
- Old House
- Pineland
- Pocotaligo
- Robertville
- Switzerland
- Tarboro
- Tillman
- Wagon Branch